# ماك سويني
ماك سويني هو محامي وسياسي أمريكي، ولد في 15 سبتمبر 1955 في وارتون في الولايات المتحدة. نشط حزبياً في الحزب الجمهوري. وقد انتخب عضو مجلس النواب الأمريكي ‏ عن دائرة Texas's 14th congressional district ‏ وقد انضم خلال فترته النيابية ‏ (3 يناير 1987 – 3 يناير 1989) للكتلة البرلمانية الحزب الجمهوري وانتخب عضو مجلس النواب الأمريكي ‏ عن دائرة Texas's 14th congressional district ‏ وقد انضم خلال فترته النيابية ‏ (3 يناير 1985 – 3 يناير 1987) للكتلة البرلمانية الحزب الجمهوري وانتخب عضو مجلس النواب الأمريكي ‏.